# Bart’s Inner Child
«Bart’s Inner Child» (с англ. — «Ребенок внутри Барта») — седьмой эпизод пятого сезона «Симпсонов». Премьерный показ 11 ноября 1993 года.

## Сюжет
В Спрингфилде появляется психолог по имени Бред Гудман. Он проводит лекцию на тему «Как избавиться от стресса», рассказывает горожанам, что главное — внутренняя свобода, и приводит в пример Барта в качестве человека, свободного от комплексов. После его выступления горожане начинают жить под девизом «Делай что хочешь» и копировать во всем поведение Барта. Барт видит себя со стороны и приходит в ужас. Между тем новый образ жизни приводит к крупным неприятностям, в которых обвиняют Барта.

## Культурные отсылки
Сцена с полем, усеянным ранеными детскими телами из-за батута, является отсылкой на поле с ранеными солдатами в фильме Унесённые ветром. Сцена, в которой Гомер пытается избавиться от батута, сбросив его с обрыва, после чего тот отскакивает от скалы и возвращается обратно — это отсылка к мультсериалу Хитрый койот и Дорожный бегун из Весёлые мелодии. Обнаженные Пэтти и Сельма на лошади, возможно, являются отсылкой к Леди Годива.